# Klein zwelmos
Het klein zwelmos (Scytinium biatorinum) is een korstmos uit de familie Collemataceae. Het komt het meest voor op betonnen muren, maar is ook gevonden op kalkhoudende grond. Het leeft in symbiose met de alg Nostoc.

## Kenmerken

### Uiterlijke kenmerken
Het thallus is rozetachtige, heeft een diameter van 0,3-0,5(-1) mm en gekartelde randen. Apothecia zijn doorgaans aanwezig en zijn zittend, (0,2-)0,4-0,7(-1) mm in diameter, concaaf tot plaat en zwartbruin van kleur met een dikke rand. Het heeft geen kenmerkende kleurreacties.

### Microscopische kenmerken
Het hymenium is kleurloos. Parafysen hebben de apicale cellen licht gezwollen. Asci zijn 8-sporig, cilindrisch-clavaat en hebben een ring aan de top die blauw kleurt met jodium I. Ascosporen submuriform, hebben meestal met 2 transversale septa, hyaliene, breed ellipsoïde en meten (23-)25-30 × (8-)11-14 µm.

## Verspreiding
Het klein zwelmos komt voor in Europa en Noord-Amerika. In Nederland komt klein zwelmos zeer zeldzaam voor. Het is staat op de rode lijst in de categorie 'Kwetsbaar'.